# 7 (工藤静香の曲)
「7」（セブン）は、工藤静香通算25枚目のシングル。1995年11月20日発売。発売元はポニーキャニオン。

## 解説
運がよく都合いい男を「ラッキーセブン」の「7」に例えて歌った。
日本テレビ系バラエティ番組『TVおじゃマンモス』エンディング・テーマに起用。
シングル発売時のプロモーションの一環として、工藤は1995年10月22日オンエアの『中島みゆき お時間拝借』（TOKYO FM系列）にゲスト出演。番組のコーナー「茶会へようこそ」では、リスナーからのはがきをDJの中島みゆきと共に交互に読んだ後に、新曲の話題になり目の前で中島が「7」の詞を少し読み上げた。その際は、リスナーにも伝わるほど緊張していた。オンエア前も中島は「7」の歌詞カードを読んでおり、その際にいきなり中島の雰囲気が変わり「テストを受けてるみたいだった」と工藤が語るほどで、中島は「7」の歌詞について「かなり色っぽい」と評している。
カップリング曲の「8月…」は作詞・作曲が愛絵理（工藤）。過去に、自作曲がベスト・アルバムにボーナス・トラックとして収録されることはあったが、シングルに収録されるのは初。
「8月…」は、1996年3月20日放送のオムニバス系ドラマ『恋愛前夜〜いちどだけ〜』で、工藤が出演したパート「いちどだけの恋〜初夜の夜」の挿入歌に使用された。

## 収録曲
1. 7 （5分44秒）
  - 作詞：愛絵理　作曲：松本俊明　編曲：松浦晃久

NTV系バラエティ「TVおじゃマンモス」エンディングテーマソング
2. 8月… （4分54秒）
  - 作詞・作曲：愛絵理　編曲：澤近泰輔

NTV系ドラマ「恋愛前夜〜いちどだけ〜」挿入歌
3. 7 （less vocal）

## 収録アルバム
- 7
  - doing （11th アルバム）
  - She Best of Best
  - ミレニアム・ベスト
- 8月…
  - 20th Anniversary B-side collection

## 関連人物
- 鎌田敏夫（「恋愛前夜〜いちどだけ〜」原作者）
- 中島みゆき